# VirtualDrive
VirtualDrive — условно бесплатная программа для копирования и записи CD, DVD, HD DVD и Blu-ray дисков, разработанная FarStone Technology.

## Описание
VirtualDrive многофункциональная программа для эмуляции CD-привода, обеспечивающая высокую скорость передачи данных. Как и многие программы подобного рода перезаписывает данные с компакт-диска в виртуальный образ для дальнейшей работы без наличия CD, к примеру, игровой диск или AudioCD.
Утилита поддерживает пять типов защиты дисков, в числе которых SecuROM V5, Securom, LaserLock, SafeDisc1 и SafeDisc2, а также может справиться с защитой от копирования AudioCD, MixCD, DVD-ROM и CD-Extra. Программа позволяет пользователю создать до 23 виртуальных дисководов и способна запустить несколько приводов одновременно, поддерживает конвертирование аудиофайлов в MP3 формат, сжатие и распаковку информации, тестирование диска на наличие повреждений и кеширование данных.

## Возможности
- Поддержка Blu-ray.
- Создание аудиодисков с персональными плей-листами.
- Поддержка работы в локальной сети.
- Инновационный режим дисплея.
- Обложки.
- Поддержка практически всех устройств для записи оптических дисков.
- Установка скорости записи.
- Разбиение файла-ISO на сегменты.
- Поддержка сенсорного экрана.
- Мастер действий.
- Запись дисков из образов.
- Архивирование CD/DVD/BD.
- Резервная копия диска.
- Обход защиты от копирования StarForce, SecuROM V5, DVD SecuROM, SafeDisc1 и SafeDisc2.
- Портативная версия.
- Прожиг CD/DVD/BD.
- VCD.
- Простой и удобный интерфейс.
- Просмотр структуры физических и виртуальных приводов.
- Технология «RapidCache» — отвод части оперативной памяти под кэш виртуального диска.